# Lista de prefeitos de Boa Saúde
Esta é a lista de prefeitos de Boa Saúde, município brasileiro do estado do Rio Grande do Norte.
| Nº | Nome                          | Imagem | Partido                    | Início de mandato      | Fim de mandato          | Vice-prefeito                   | Observações             |
| --- | ----------------------------- | ------ | -------------------------- | ---------------------- | ----------------------- | ------------------------------- | ----------------------- |
| Elevado à categoria de município com a denominação de Januário Cicco pela Lei Estadual n.º 996, de 11 de dezembro de 1953, sendo desmembrado de São José de Mapibu. |                               |        |                            |                        |                         |                                 |                         |
| Prefeitos de Januário Cicco |                               |        |                            |                        |                         |                                 |                         |
| 1 | Adauto Rodrigues da Cunha     |        | PSD                        | 1º de janeiro de 1954  | 31 de janeiro de 1955   | —                               | Prefeito nomeado        |
| 2 | Manoel Teixeira de Souza      |        | PSD                        | 31 de janeiro de 1955  | 31 de janeiro de 1960   | José Batista Xavier             | Prefeito e vice eleitos |
| 3 | Manoel Ribeiro de Andrade     |        | PSD                        | 31 de janeiro de 1960  | 31 de janeiro de 1965   | Antônio José Sales              | Prefeito e vice eleitos |
| 4 | Manoel Teixeira de Souza      |        | PSD                        | 31 de janeiro de 1965  | 31 de janeiro de 1970   | José Francisco de Oliveira      | Prefeito e vice eleitos |
| 5 | José Aldo Barbalho Silva      |        | ARENA                      | 31 de janeiro de 1970  | 31 de janeiro de 1973   | José Fernandes de Moura         | Prefeito e vice eleitos |
| 6 | Aliete de Medeiros Paiva      |        | ARENA                      | 31 de janeiro de 1973  | 31 de janeiro de 1977   | Terezinha de Oliveira Silva     | Prefeita e vice eleitas |
| 7 | Paulo de Souza                |        | ARENA                      | 31 de janeiro de 1977  | 31 de janeiro de 1983   | Vivaldo Gomes Brandão           | Prefeito e vice eleitos |
| 8 | Vivaldo Gomes Brandão         |        | PDS                        | 31 de janeiro de 1983  | 31 de dezembro de 1988  | Alexandre de Freitas            | Prefeito e vice eleitos |
| 9 | Paulo de Souza                |        | PDS                        | 1º de janeiro de 1989  | 1º de fevereiro de 1991 | João Félix Neto                 | Prefeito e vice eleitos |
| Sua denominação foi alterada de Januário Cicco para Boa Saúde, pela Emenda da Câmara Municipal n.º 01, de 2 de fevereiro de 1991.                                   |                               |        |                            |                        |                         |                                 |                         |
| Prefeitos de Boa Saúde |                               |        |                            |                        |                         |                                 |                         |
| 9 | Paulo de Souza                |        | PDS                        | 2 de fevereiro de 1991 | 31 de dezembro de 1992  | João Félix Neto                 | Prefeito e vice eleitos |
| 10 | João Félix Neto               |        | PL                         | 1º de janeiro de 1993  | 31 de dezembro de 1996  | João Antônio de Mesquita        | Prefeito e vice eleitos |
| 11 | Paulo de Souza                |        | PFL                        | 1º de janeiro de 1997  | 31 de dezembro de 2004  | Mário Cordeiro de Oliveira      | Prefeito e vice eleitos |
| 11 | Paulo de Souza                | PP     | não encontrado             | 1º de janeiro de 1997  | 31 de dezembro de 2004  | Prefeito reeleito e vice eleito |                         |
| 12 | Maria Edice Francisco e Félix |        | PL                         | 1º de janeiro de 2005  | 31 de dezembro de 2012  | Mário Cordeiro de Oliveira      | Prefeita e vice eleitos |
| 12 | Maria Edice Francisco e Félix | PR     | Pedro Francisco dos Santos | 1º de janeiro de 2005  | 31 de dezembro de 2012  | Prefeita reeleita e vice eleito |                         |
| 13 | Paulo de Souza Segundo        |        | PSD                        | 1º de janeiro de 2013  | 31 de dezembro de 2016  | Josué Miranda de Souza          | Prefeito e vice eleitos |
| 14 | Maria Edice Francisco e Félix |        | PR                         | 1º de janeiro de 2017  | 31 de dezembro de 2020  | Marília Lucia Lima de Andrade   | Prefeita e vice eleitas |
| 15 | José Wellington Alves Rocha   |        | PSDB                       | 1º de janeiro de 2021  | 31 de dezembro de 2024  | João Maria Mesquita             | Prefeito e vice eleitos |
| 16 | João Maria Mesquita           |        | MDB                        | 1º de janeiro de 2025  | até a atualidade        | Alinson Luiz de Araújo          | Prefeito e vice eleitos |